# Криогенная обработка металлов
Криоге́нная обрабо́тка мета́ллов — это процесс обработки металлических заготовок и готовых металлических изделий при сверхнизких температурах (ниже −60°С (-140 °F)) в целях снятия остаточных напряжений и повышения износостойкости деталей. Данный вид термической обработки способствует увеличению твёрдости, износостойкости и прочности металлов в результате трансформации остаточного аустенита в мартенсит.
Оборудование для проведения криогенной обработки называется Криогенный процессор.

## Примеры
Технология криогенной обработки металлических деталей, с целью повышения их ресурса, достаточно широко применяется за рубежом. Например — ствол снайперской винтовки Remington R11 RSASS изготовлен с применением криогенной обработки.

## Практические результаты
На сегодняшний день из российской практики известны следующие результаты:
- увеличение износостойкости тормозных дисков на 71-105 %
- увеличение ресурса модульных фрез из стали Р6М5 в 2 раза (на 100 %)
- увеличение износостойкости промышленных ножей (из сталей Х12МФ, Х6Ф1, 9ХС, ХВГ, 50Х14МФ) на 50-100 %
- увеличение абразивной износостойкости серого чугуна на 11-73 % (по показателю массового износа)
- увеличение ресурса валков сортопрокатных и шаропрокатных станов (из сталей Х12ВМФ и 4Х5МФС) на 38-115 %
- увеличение износостойкости колец привалковой арматуры (сталь 95Х18) на 46 %
- увеличение ресурса пружин для дисков сцепления на 125 %.

## Расчет прироста износостойкости после криогенной обработки
Увеличение износостойкости зависит от химического состава стали. Формула позволяет определить потенциально интересные из них для криогенной обработки.
И = 124С+168Mn+181Si+50Cr+27W-92Ni-40Mo-25V
И — потенциал увеличения износостойкости в %
С, Mn, Si, Cr, W, Ni, Mo, V — углерод, марганец, кремний, хром, вольфрам, никель, молибден, ванадий в %
Практическое применение формулы:
1. Позволяет определить максимально возможный прирост по износостойкости. Практическое его достижение зависит от условий эксплуатации. Например, прирост износостойкости одной и той же стали будет выше при работе на резание, чем при работе на удар. (на практике максимумы потенциалов ещё не достигались)
2. Позволяет сравнивать различные стали для одних и тех же условий эксплуатации. Например: Потенциал для стали Р6М5 = 361, для стали Х12МФ 812, Фактический прирост износостойкости для конкретной детали составил 30 %. Значит для такой же детали из стали Х12МФ фактический прирост износостойкости будет в 2,25 раза выше и составит 67,4 %